# Park Tae-soo
Park Tae-soo (kor. 박태수; * 1. Dezember 1989) ist ein südkoreanischer Fußballspieler.

## Karriere
Park Tae-soo erlernte das Fußballspielen in der Schulmannschaft der Anyang Technical High School sowie in der Universitätsmannschaft der Hongik University. Seinen ersten Vertrag unterschrieb er am 1. Januar 2011 bei Incheon United. Das Fußballfranchise aus Incheon spielte in der ersten südkoreanischen Liga, der K League. Für Incheon spielte er dreimal in der ersten Liga. Die Saison 2013 stand er beim Ligakonkurrenten Daejeon Citizen in Daejeon unter Vertrag. Am Ende der Saison musste er mit dem Franchise in die zweite Liga absteigen. Nach dem Abstieg verließ er Incheon und wechselte zum Zweitligisten Chungju Hummel FC. Für das Franchise aus Chungju lief er 25-mal in der zweiten Liga auf. Der FC Anyang, ebenfalls ein Zweitligist, nahm ihn die Saison 2015 unter Vertrag. Für den Drittligisten Gyeongju KHNP spielte er 2016. 2017 wechselte er für zwei Jahre zum Hwaseong FC nach Hwaseong. Sabah FA, ein Verein aus Malaysia, nahm ihn im Januar 2019 unter Vertrag. Mit dem Klub aus Sabah spielte er in der zweiten malaysischen Liga, der Malaysia Premier League. Am Ende der Saison feierte er mit Sabah die Zweitligameisterschaft und den Aufstieg in die erste Liga.

## Erfolge
Sabah FA
- Malaysischer Zweitligameister: 2019  ▲